# Стормс, Тим
Тим Стормс (англ. Tim Storms; род. 1972) — американский певец и композитор. Дважды внесён в Книгу рекордов Гиннесса с формулировками «Самая низкая нота, произведённая человеком» и «Самый широкий вокальный диапазон».

## Биография
Родился 28 августа 1972 года в городе Талса, штат Оклахома, но вырос в городе Ватерлоо, штат Индиана.
После окончания школы, вернулся в Оклахому, где начал исполнять христианскую музыку. С тех пор Стормс появлялся в некоторых музыкальных коллективах — Freedom, Vocal Union, AVB (Acapella Vocal Band), Acappella, Rescue. Также пел в городе Брэнсон, штат Миссури, в коллективе 50’s at the Hop, даже три года подряд получая здесь звание «Певец года»; позднее попал в городской Зал Славы (Branson’s Entertainers Hall of Fame). В 2006 году Тим Стормс работал в труппе театра Pierce Arrow Theater.
Много гастролировал за пределами США — побывал в Бразилии, Франции, Швейцарии, Ямайке, Фиджи и других местах. В 2012 году, после прослушивания в Санкт-Петербургском камерном хоре (Россия), он был выбран компанией Decca Records для записи четырёх песен с этим хором.

## Рекорды
Тим Стормс внесён в Книгу рекордов Гиннеса за самый низкий звук, производимый человеком, что было подтверждено соответствующим сертификатом 2002 года. А в 2006 году он был внесён в Книгу рекордов за самый широкий вокальный диапазон для мужчины. В 2008 году Стормс перекрыл оба своих достижения: рекорд низкого звука составил 0,7973 Гц, а ширина голосового диапазона — 10 октав.
С годами голос Стормса становится всё ниже, и в 2012 году он вновь установил рекорд самой низкой ноты, производимой человеком — это нота соль (G(−7)) с частотой 0,189 Гц — на восемь октав ниже, чем самая низкая соль на фортепиано. Данный звук находится вне границ человеческого восприятия звука и рекорд фиксировался специальными акустическими приборами — в живой природе звук такой частоты могут слышать слоны. Ширина голосового диапазона по состоянию на начало 2017 года составляет 13 октав.